# 아마존 차이나
아마존 차이나(Amazon China, 중국어: 亚马逊中國)는 이전에 Joyo.com(중국어: 卓越网)으로 알려진 온라인 쇼핑 웹사이트이다. Joyo.com은 2000년 초 중국 기업가 레이쥔이 중국 베이징에서 설립했다. 이 회사는 주로 도서 및 기타 미디어 상품을 판매하여 전국 고객에게 배송했다. Joyo.com은 2004년 7,500만 달러에 아마존 (기업)에 매각되면서 "아마존 차이나"(Amazon China)로 이름이 변경되었다. 아마존 차이나는 2019년 6월 중국 내 사업을 종료하고 해외 판매자의 제품만 판매했다.